# Asian Women's Club Volleyball Championship
Asian Women's Club Volleyball Championship, tidigare AVC Cup Women's Club Tournament (mellan 1999 och 2002), är en årlig kontinentalcup i volleyboll som organiseras av Asian Volleyball Confederation (AVC), sportens styrande organ i Asien. Tävlingen hölls första gången 1999 i Thailand. Den hölls inte varken 2003 eller 2020 på grund av Sars-utbrottet respektive Covid-19-pandemin.
Vinnaren av turneringen kvalificerar sig för världsmästerskapet i volleyboll för klubblag. Tianjin Bohai Bank har vunnit tävlingen flest gånger, med fem segrar. Lag från Kina har vunnit tävlingen 8 gånger, flest av alla länder. Nuvarande mästare är Kuanysj VK, som besegrade VK Altaj med 3–2 i final vid 2022 års upplaga.

## Format
Tävlingsformatet (vid 2021 års tävling):
- 16 lag deltar i turneringen, inklusive värden som är automatiskt kvalificerad.
- Lagen seedades enligt serpentinsystem baserat på resultaten i föregående upplaga.
- Turneringen pågick i 8 dagar.
- För varje lag följde maximalt 22 personer med: 14 spelare, 6 anställda, en domare och en journalist med FIVB ID.
- Max två utländska fick vara på plan samtidigt

## Resultat
| Upplaga | Säsong | Värd         | Mästare                                     | Matchresultat                               | Tvåa                                        | Trea                                        | Matchresultat                               | Fyra                                        | Ref    |
| ------- | ------ | ------------ | ------------------------------------------- | ------------------------------------------- | ------------------------------------------- | ------------------------------------------- | ------------------------------------------- | ------------------------------------------- | ------ |
| 1       | 1999   | Thailand     | LG Caltex                                   | gruppspel                                   | Aero Thai                                   | Shanghai                                    | gruppspel                                   | Alma Dinamo                                 |        |
| 2       | 2000   | Kina         | Shanghai                                    | gruppspel                                   | NEC Red Rockets                             | Zhejiang Nandu                              | gruppspel                                   | Hyundai E&C Greenfox                        |        |
| 3       | 2001   | Vietnam      | Shanghai                                    | gruppspel                                   | Hisamitsu Springs                           | Aero Thai                                   | gruppspel                                   | Rachat Almaty                               |        |
| 4       | 2002   | Thailand     | Hisamitsu Springs                           | 3–0                                         | BEC World                                   | Rachat Almaty                               | 3–1                                         | Shanghai                                    |        |
| –       | 2003   | Kazakstan    | Tävlingen inställd p.g.a. Sars-utbrottet    | Tävlingen inställd p.g.a. Sars-utbrottet    | Tävlingen inställd p.g.a. Sars-utbrottet    | Tävlingen inställd p.g.a. Sars-utbrottet    | Tävlingen inställd p.g.a. Sars-utbrottet    | Tävlingen inställd p.g.a. Sars-utbrottet    |        |
| 5       | 2004   | Kazakstan    | Rachat Almaty                               | gruppspel                                   | Bayi Yiyang High-Tech District              | Chung Shan                                  | gruppspel                                   | Astana Kanaty                               | [ 2 ]  |
| 6       | 2005   | Vietnam      | Tianjin Bridgestone                         | gruppspel                                   | Chung Shan                                  | Korea Highway Corporation                   | gruppspel                                   | Rachat Almaty                               |        |
| 7       | 2006   | Filippinerna | Tianjin Bridgestone                         | gruppspel                                   | Chung Shan                                  | Sang Som                                    | gruppspel                                   | Rachat Almaty                               |        |
| 8       | 2007   | Vietnam      | Rachat Almaty                               | gruppspel                                   | Sang Som                                    | Hisamitsu Springs                           | gruppspel                                   | Sobaeksu                                    | [ 3 ]  |
| 9       | 2008   | Vietnam      | Tianjin Bridgestone                         | 3–2                                         | Sang Som                                    | Toray Arrows                                | 3–2                                         | Sobaeksu                                    |        |
| 10      | 2009   | Thailand     | Federbrau                                   | 3–2                                         | Tianjin Bridgestone                         | Toray Arrows                                | 3–2                                         | Zjetisy Taldyqorghan                        | [ 4 ]  |
| 11      | 2010   | Indonesien   | Federbrau                                   | 3–1                                         | Zjetisy Taldyqorghan                        | JT Marvelous                                | 3–2                                         | Tianjin Bridgestone                         | [ 5 ]  |
| 12      | 2011   | Vietnam      | Chang                                       | 3–0                                         | Tianjin Bridgestone                         | Zjetisy Taldyqorghan                        | 3–0                                         | Thông tin Liên Việt Bank                    | [ 6 ]  |
| 13      | 2012   | Thailand     | Tianjin Bridgestone                         | 3–2                                         | Toray Arrows                                | Chang                                       | 3–0                                         | Zjetisy Taldyqorghan                        | [ 7 ]  |
| 14      | 2013   | Vietnam      | Guangdong Evergrande                        | 3–1                                         | Zjetisy Taldyqorghan                        | PFU BlueCats                                | 3–0                                         | Bo Tong Gang                                | [ 8 ]  |
| 15      | 2014   | Thailand     | Hisamitsu Springs                           | 3–0                                         | Tianjin Bohai Bank                          | Zjetisy Taldyqorghan                        | 3–0                                         | Taiwan                                      | [ 9 ]  |
| 16      | 2015   | Vietnam      | Bangkok Glass                               | 3–2                                         | Hisamitsu Springs                           | Zhejiang                                    | 3–0                                         | Taiwan Power                                | [ 10 ] |
| 17      | 2016   | Filippinerna | NEC Red Rockets                             | 3–0                                         | Bayi Shenzhen                               | Bangkok Glass                               | 3–2                                         | Altaj Oskemen                               | [ 11 ] |
| 18      | 2017   | Kazakstan    | Supreme Chonburi                            | 3–1                                         | Hisamitsu Springs                           | Tianjin Bohai Bank                          | 3–1                                         | VK Altaj                                    | [ 12 ] |
| 19      | 2018   | Kazakstan    | Supreme Chonburi                            | 3–2                                         | NEC Red Rockets                             | Jiangsu Zenith Steel                        | 3–2                                         | VK Altaj                                    | [ 13 ] |
| 20      | 2019   | Kina         | Tianjin Bohai Bank                          | 3–1                                         | Supreme Chonburi                            | Hisamitsu Springs                           | 3–0                                         | VK Altaj                                    | [ 14 ] |
| –       | 2020   | Kina         | Tävlingen inställd p.g.a. COVID-19-pandemin | Tävlingen inställd p.g.a. COVID-19-pandemin | Tävlingen inställd p.g.a. COVID-19-pandemin | Tävlingen inställd p.g.a. COVID-19-pandemin | Tävlingen inställd p.g.a. COVID-19-pandemin | Tävlingen inställd p.g.a. COVID-19-pandemin | [ 15 ] |
| 21      | 2021   | Thailand     | VK Altaj                                    | 3–0                                         | Nakhon Ratchasima QminC                     | Supreme Chonburi                            | 3–0                                         | BV Saipa Teheran                            | [ 16 ] |
| 22      | 2022   | Kazakstan    | Kuanysj VK                                  | 3–2                                         | VK Altaj                                    | Diamond Food–Fine Chef Sport Club           | 3–1                                         | Barij Essence CSC                           | [ 17 ] |

## Resultat per klubb
| Klubb                   | Titlar | Andraplatser | År, titlar                   | År, andraplatser |
| ----------------------- | ------ | ------------ | ---------------------------- | ---------------- |
| Tianjin                 | 5      | 3            | 2005, 2006, 2008, 2012, 2019 | 2009, 2011, 2013 |
| Chang                   | 3      | 2            | 2009, 2010, 2011             | 2007, 2008       |
| Hisamitsu Springs       | 2      | 3            | 2002, 2014                   | 2001, 2015, 2017 |
| Supreme Chonburi        | 2      | 1            | 2017, 2018                   | 2019             |
| Shanghai                | 2      | 0            | 2000, 2001                   | —                |
| Rachat Almaty           | 2      | 0            | 2004, 2007                   | —                |
| NEC Red Rockets         | 1      | 2            | 2016                         | 1999, 2018       |
| VK Altaj                | 1      | 1            | 2021                         | 2022             |
| GS Caltex Seoul KIXX    | 1      | 0            | 1999                         | —                |
| Guangdong Evergrande    | 1      | 0            | 2013                         | —                |
| Bangkok Glass           | 1      | 0            | 2015                         | —                |
| Kuanysj VK              | 1      | 0            | 2022                         | —                |
| Chung Shan              | 0      | 2            | —                            | 2005, 2006       |
| Zjetisy Taldyqorghan    | 0      | 2            | —                            | 2010, 2013       |
| Bayi Nanchang           | 0      | 2            | —                            | 2004, 2016       |
| Aero Thai               | 0      | 1            | —                            | 1999             |
| BEC World               | 0      | 1            | —                            | 2002             |
| Toray Arrows            | 0      | 1            | —                            | 2012             |
| Nakhon Ratchasima QminC | 0      | 1            | —                            | 2021             |

## Resultat per land
| Land      | Titlar | Andraplatser | År, titlar                                     | År, andraplatser                   |
| --------- | ------ | ------------ | ---------------------------------------------- | ---------------------------------- |
| Kina      | 8      | 5            | 2000, 2001, 2005, 2006, 2008, 2012, 2013, 2019 | 2004, 2009, 2011, 2013, 2016,      |
| Thailand  | 6      | 6            | 2009, 2010, 2011, 2015, 2017, 2018             | 1999, 2002, 2007, 2008, 2019, 2021 |
| Kazakstan | 4      | 3            | 2004, 2007, 2021, 2022                         | 2010, 2013, 2022                   |
| Japan     | 3      | 6            | 2002, 2014, 2016                               | 1999, 2001, 2012, 2015, 2017, 2018 |
| Sydkorea  | 1      | 0            | 1999                                           | —                                  |
| TPE       | 0      | 2            | —                                              | 2005, 2006                         |

## Resultat per zonorganisation
| Organisation | Titlar | Andraplatser |
| ------------ | ------ | ------------ |
| EAZVA        | 12     | 13           |
| SEAZVA       | 6      | 6            |
| CAZVA        | 4      | 3            |
| Total        | 22     | 22           |

## Medaljer
Efter 2022 års tävling.
| Nr                  | Nation              | Guld | Silver | Brons | Totalt |
| ------------------- | ------------------- | ---- | ------ | ----- | ------ |
| 1                   | Kina                | 8    | 5      | 5     | 18     |
| 2                   | Thailand            | 6    | 6      | 6     | 18     |
| 3                   | Kazakstan           | 4    | 3      | 3     | 10     |
| 4                   | Japan               | 3    | 6      | 6     | 15     |
| 5                   | Sydkorea            | 1    | 0      | 1     | 2      |
| 6                   | Kinesiska Taipei    | 0    | 2      | 1     | 3      |
| Totalt (6 nationer) | Totalt (6 nationer) | 22   | 22     | 22    | 66     |

## Mest värdefulla spelareper upplaga
- 1999 –  Park Soo-jeong (KOR) (LG Oil)
- 2000 – ej utdelad
- 2001 –  Shen Hong (CHN) (Shanghai)
- 2002 –  Keiko Hara (JPN) (Hisamitsu Springs)
- 2003 – turneringen inställd
- 2004 –  Olga Grushko (KAZ) (Rachat Almaty)
- 2005 –  Li Shan (CHN) (Tianjin Bridgestone)
- 2006 –  Wang Li (CHN) (Tianjin Bridgestone)
- 2007 –  Yelena Pavlova (KAZ) (Rachat Almaty)
- 2008 –  Li Shan (CHN) (Tianjin Bridgestone)
- 2009 –  Onuma Sittirak (THA) (Federbrau)
- 2010 –  Nootsara Tomkom (THA) (Federbrau)
- 2011 –  Wilavan Apinyapong (THA) (Chang)
- 2012 –  Yin Na (CHN) (Tianjin Bridgestone)
- 2013 –  Xu Yunli (CHN) (Guangdong Evergrande)
- 2014 –  Miyu Nagaoka (JPN) (Hisamitsu Springs)
- 2015 –  Pleumjit Thinkaow (THA) (Bangkok Glass)
- 2016 –  Sarina Koga (JPN) (NEC Red Rockets)
- 2017 –  Fatou Diouck (SEN) (Supreme Chonburi)
- 2018 –  Ajcharaporn Kongyot (THA) (Supreme Chonburi)
- 2019 –  Li Yingying (CHN) (Tianjin Bohai Bank)
- 2020 – turneringen inställd
- 2021 –  Sana Anarkulova (KAZ) (VK Altaj)
- 2022 –  Aleksandra Ćirović (SRB) (Kuanysj VK)